# Лундонга
Лундонга — река в Вологодской области России, протекает по территории Никольского района. Длина — 89 км, площадь водосборного бассейна — 1340 км².
Берёт начало на южных склонах Северных Увалов двумя истоками — реками Большой и Дороваткой. Русло извилистое. Верхнее и среднее течение по полого-всхолмлённой увалистой моренной равнине высотой около 200 м, нижнее — по плоской и волнистой Унженской зандровой равнине высотой 140—200 м. Долина глубоко врезана, имеет широкую пойму и 2—3 надпойменные террасы. Уклон реки составляет 0,32 м/км. Слиянием с рекой Кемой образует реку Унжу в 426 км от её устья, являясь левой составляющей. Высота устья — 132 м над уровнем моря.

## Данные водного реестра
По данным государственного водного реестра России относится к Верхневолжскому бассейновому округу, водохозяйственный участок реки — Унжа от истока и до устья, речной подбассейн реки — Бассейн притоков Волги ниже Рыбинского водохранилища до впадения Оки. Речной бассейн реки — (Верхняя) Волга до Куйбышевского водохранилища (без бассейна Оки).
Код объекта в государственном водном реестре — 08010300312110000014504.

## Притоки
(расстояние от устья)
- 11 км: река Анюг (лв)
- 23 км: река Това (лв)
- 24 км: река Томженга (пр)
- 42 км: река Юрманга (лв)
- 48 км: река Большой Карныш (пр)
- 75 км: река Талица (лв)
- 80 км: река Дупленая (лв)